# جون موران بيلي
جون موران بيلي (بالإنجليزية: John Moran Bailey)‏ هو سياسي أمريكي، ولد في 23 نوفمبر 1904، وتوفي في 10 أبريل 1975. حزبياً، نشط في الحزب الديمقراطي.